# Sociedad Geográfica de Colombia
La Société Géographique de Colombie (espagnol : Sociedad Geográfica de Colombia), ou SGC, également appelée Académie de Sciences Géographiques (espagnol : Academia de Ciencias Geográficas) est une agence colombienne chargée de développer la connaissance de la géographie colombienne, son apprentissage et sa diffusion au niveau national et international.

## Histoire
La SGC est créée le 20 août 1903 par le vice-président José Manuel Marroquín via le Decret No 809
La Société fut élevée au rang de corps constitutif du gouvernement national (Cuerpo Consultivo del Gobierno Nacional) par la Loi 086 de 1928, qui confirme son caractère d'Académie sous la tutelle du Ministère de l'Éducation nationale.
Elle a reçu en deux occasions la Cruz de Boyacá.

## Activités
La Société édite un bulletin, des cartes, des fiches thématiques